# Marc Scheidius
Marc Reinder Maximiliaan Maria Scheidius (Arnhem, 13 februari 1959 – 's-Gravenhage, 13 mei 2024) was een Nederlands jurist. Op 1 juni 2015 werd hij secretaris van de Hoge Raad van Adel.

## Biografie
Scheidius studeerde af in internationaal publiekrecht en vervulde verschillende ambtelijke functies, meestal op het gebied van personeelsmanagement. Sinds 1 januari 2014 was hij projectsecretaris Participatiewet bij de Vereniging van Nederlandse Gemeenten. Sinds 1 juni 2015 was hij secretaris van de Hoge Raad van Adel, als opvolger van mr. dr. E.J. Wolleswinkel. Deze functie heeft hij tot aan zijn overlijden vervuld.
Scheidius vervulde verschillende nevenfuncties op cultureel en maatschappelijk gebied. Zo was hij tot 2016 voorzitter van het Bewonersoverleg Duinoord (Den Haag), lid van de provinciale Commissie Zuid-Holland van de Erfgoedvereniging Bond Heemschut, projectmedewerker van het Haags Historisch Museum en lid van het Haags Monumentenplatform. In 2011 kreeg hij de Zilveren Leeuwpenning vanwege zijn verdiensten voor het Koninklijk Nederlandsch Genootschap voor Geslacht- en Wapenkunde. In 2015 werd hij benoemd tot Lid in de Orde van Oranje-Nassau.
Scheidus overleed op 65-jarige leeftijd.

## Familie
Scheidius was een telg uit het geslacht Scheidius en een zoon van gerechtshofgriffier mr. Edouard D.F.E.M. Scheidius (1919–1985) en Marie-Thérèse C. Jurgens (1929–2016). Hij ging in 2017 een geregistreerd partnerschap aan met mr. dr. Willem Gerbrand van den Ban (1964). Met zijn overlijden is zijn broer de laatste mannelijke afstammeling van het geslacht dat met hem op uitsterven staat.

### Adellijke connecties
De familie Scheidius is in de loop der eeuwen verbonden geweest aan leden van geslachten die (deels) tot de Nederlandse adel behoren:
Prof. dr. Everard Scheidius (1742–1794)
- Prof. mr. Jan Philip Scheidius (1767–1821); trouwde in 1798 met Ursula Martha van Braam (1778–1866), telg uit het deels adellijke geslacht Van Braam, en dochter van Ursula Martha Feith, telg uit het deels adellijke geslacht Feith
  - Mr. Everard Scheidius (1799–1870)
    - Mr. Jan Filip Lodewijk Ernest Everard Scheidius (1828–1905); trouwde in 1865 met jkvr. Cornelia Maria Reuchlin (1837–1921), telg uit het geslacht Reuchlin
    - Mr. Willem Charels Scheidius (1830–1915); trouwde in 1858 met jkvr. Marceline Sophia Maria Petronella van Lawick van Pabst (1826–1900), telg uit het geslacht Van Pabst
    - Everard Hugo Scheidius (1837–1898); trouwde in 1869 met Maria Mathilde Johanna Henriëtte Lüps (1848–1910), dochter van jkvr. Jacoba Theodora Gerarda van Riemsdijk, telg uit het geslacht Van Riemsdijk
      - Everard Philip Adriaan Mathias Scheidius (1870–1944)
        - Maria Helena Edith Ernestine Scheidius (1903–1989); trouwde in 1931 met mr. Binnert Philip baron van Harinxma thoe Slooten (1893–1969), telg uit het geslacht Van Harinxma thoe Slooten

    - Mr. Edouard George Constant Scheidius (1847–1930); trouwde in 1878 met jkvr. Cathérine Anne Marie Reuchlin (1858–1935), telg uit het geslacht Reuchlin
      - Mr. David Frederik Wilhelm Scheidius (1879–1958); trouwde in 1912 met jkvr. Johanna Maria Hubertina Wittert van Hoogland (1880–1966), telg uit het geslacht Wittert
        - Irène Jeanne Marie Cathérine Scheidius (1913–1982); trouwde in 1937 met jhr. Henri Louis François Marie Joseph Verheijen (1896–1968), telg uit het geslacht Verheyen
        - Mr. Edouard David Frédéric Ernest Marie Scheidius (1919–1985)
          - Mr. Marc Reinder Maximiliaan Maria Scheidius (1959–2024), secretaris van de Hoge Raad van Adel
- Dr. Willem Peiffers Scheidius (1769–1803); trouwde in 1796 met Johanna Antonia Strick van Linschoten (1775–1796), telg uit het geslacht Strick van Linschoten